# SS 라 부르고뉴

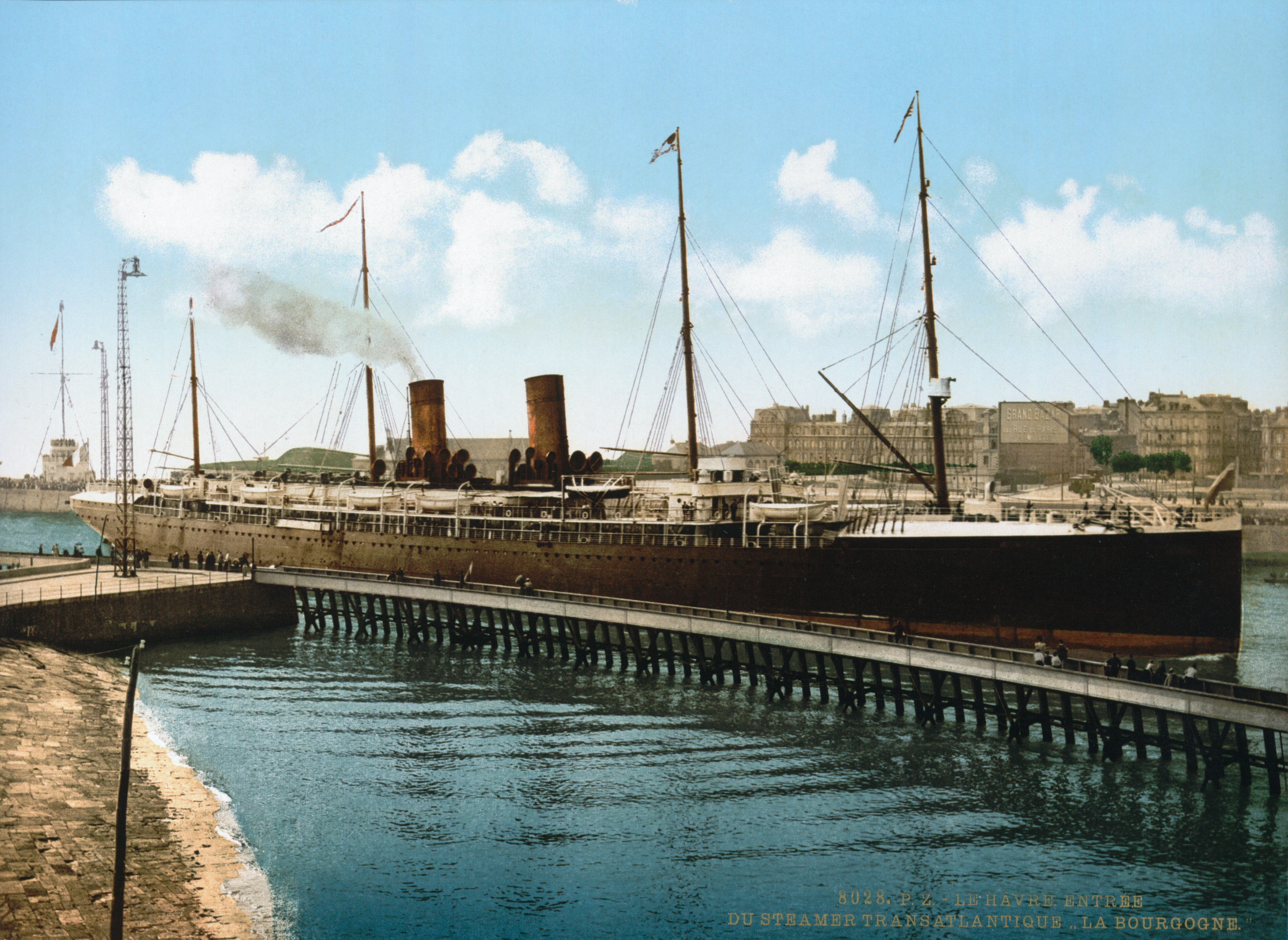
SS 라 부르고뉴

SS 라 부르고뉴(SS La Bourgogne)는 1886년 프랑스에서 진수되어 1898년 북대서양에서 침몰하여 탑승객 725명 중 562명이 사망한 Compagnie Générale Transatlantique(CGT) 소속 원양 정기선 겸 우편선이었다. 당시 라 부르고뉴는 르아브르에서 뉴욕까지 서쪽으로 가는 가장 빠른 대서양 횡단 기록을 세웠다.
라 부르고뉴는 범선 크로마티셔(Cromartyshire)와 충돌하여 침몰했다. 두 배는 뉴펀들랜드 앞바다에서 짙은 안개 속에 있었고, 크로마티셔는 감속했지만, 라 부르고뉴는 고속으로 항해하고 있었다. 충돌 후 일부 증기선 승무원들이 인명 피해를 최소화하기 위한 의무를 다하지 못했으며, 자선 승무원이나 조타실 승객이었던 선원들이 다른 승객들을 제쳐두고 스스로 목숨을 끊기 위해 싸웠다는 주장이 제기되었다.
승객의 생존률은 13%에 불과했고, 승무원의 생존률은 48%에 달했다. 승객 200명이 여성이었지만, 생존자는 단 한 명뿐이었다. 승객 중에는 수많은 어린이가 포함되어 있었지만, 아무도 살아남지 못했다.
크로마티셔호 소유주와 침몰 사고로 사망한 수십 명의 희생자 유족들은 CGT를 상대로 손해배상 소송을 제기했다. 범선 소유주는 승소했지만, CGT는 다른 원고들에 대한 책임 제한 소송에서 승소했다. 일부 원고들은 청구 금액의 일부만 승소했고, 다른 원고들은 완전히 패소했다. 소송은 1908년까지 계속되었고, 미국 대법원은 라 부르고뉴호의 과속이 충돌의 원인이기는 했지만 CGT의 과실은 없다고 판결했다.